# Flaga Tallinna
Flaga Tallinna (est. Tallinna lipp) − jeden z symboli Tallinna, obok herbu, obowiązująca od 18 listopada 1996.

## Historia
Flaga Tallinna była używana już najprawdopodobniej za czasów przynależności miasta do Związku Hanzeatyckiego, po raz pierwszy w źródłach pojawiła się w XVIII wieku. Ponownie zaczęła być używana po 1918, jako jedna z propozycji flagi Zjednoczonego Księstwa Bałtyckiego oraz symbol Bałtyckiej Landeswehry. Po zajęciu Estonii przez ZSRR w 1940 i utworzeniu Estońskiej SRR przestała być w ogóle używana.
Obecna wersja flagi została zatwierdzona przez władze Estonii 18 listopada 1996, zapis o niej umieszczono również w statucie miasta.

## Wygląd i symbolika
Flaga miasta to prostokątny płat tkaniny o proporcjach 1:2 (spotyka się również 1:3), podzielony na sześć równych poziomych pasów: trzy błękitne i trzy biały (pierwszy od góry ma kolor błękitny). Najczęściej stosowane wymiary to 800x1600 mm.